# 王定选
王定选（1932年—），湖南汉寿人，中国林产化学专家，曾任中国林业科学研究院林产化学工业研究所所长、研究员、博士生导师。